# Роберт де Піньйо де Соуза
Роберт де Піньйо де Соуза (порт. Robert de Pinho de Souza, нар. 27 лютого 1981, Салвадор) — бразильський футболіст, що грав на позиції нападника.

## Клубна кар'єра
У дорослому футболі дебютував 1999 року виступами за команду клубу «Корітіба», в якому провів два сезони, взявши участь у 14 матчах чемпіонату, після чого перейшов у «Ботафогу Сан-Паулу» з міста Рібейран-Прету, за який виступав лише в чемпіонаті штату Сан-Паулу, забивши 6 голів.
У листопаді 2001 року Роберт перейшов у швейцарський клуб «Серветт», за який провів 19 матчів і забив 6 голів. 16 вересня 2002 Роберт підписав контракт з клубом «Сан-Каетану» за який провів 27 матчів і забив 3 голи.
13 березня 2003 року Роберт підписав контракт з московським «Спартаком», 14 березня дебютував у складі команди в матчі дублюючого складу «червоно-білих» з «Торпедо-Металургом», провівши на полі 45 хвилин. 23 березня в третьому матчі за основний склад «Спартака», проти «Аланії», Роберту зламали ніс, через що бразилець був змушений грати в захисній масці, а потім Роберт отримав травму коліна граючи на незвичному штучному покритті. В результаті Роберт провів за «Спартак» лише півроку, провівши 10 матчів, в 5-ти з яких вийшов на заміну і забив 2 голи, з них провів дві гри на Кубок Прем'єр-Ліги, в одному з яких забив гол.
Зі «Спартака» Роберт поїхав в оренду до Японії, в клуб «Кавасакі Фронталє», за який провів 16 матчів і забив 6 голів. У 2004 році він перейшов в мексиканський клуб «Атлас», дебютувавши в команді 17 січня в матчі з «Пуеблою». В перший же сезон в Клаусурі Роберт забив 16 голів в 21 грі, а потім 17 голів у 23 матчах Апертури, привівши свій клуб до півфіналу чемпіонату Мексики.
У січні 2005 року Роберт був куплений клубом ПСВ за 2 млн фунтів, підписавши контракт на 3,5 роки. Він дебютував у команді в матчі Кубка Нідерландів з «ТОП Осс», відразу забивши 3 голи. За ПСВ Роберт провів 15 матчів і забив 2 голи, також відзначився в матчі півфіналу Ліги чемпіонів з «Міланом». У січні 2006 року Роберт перейшов на правах оренди в іспанський «Реал Бетіс», який заплатив 500 тис. євро. У першому сезоні за «Бетіс» Роберт забив 7 голів в 19-ти матчах, ставши найкращим бомбардиром команди в сезоні, після чого севільський клуб викупив трансфер бразильця за 3,5 млн євро. У другій рік він забив 9 голів у 29-ти іграх, після чого 22 серпня в статусі вільного агента перейшов в саудівський «Аль-Іттіхад».
4 грудня 2007 року Роберт повернувся до Мексики, уклавши контракт з клубом «Монтеррей», будучи купленим в пару до Умберто Суасо. Але в «Монтерреї» Роберт так і не зміг заграти, провівши 14 матчів, після чого був відданий в оренду, спочатку в клуб «Естудіантес Текос», а потім в «Америку», під час гри за яку отримав важку травму лівого плеча. 5 серпня 2009 року Роберт був орендований «Палмейрасом» строком на 6 місяців. У складі «Палмейраса» був одним з головних бомбардирів команди, маючи середню результативність на рівні 0,36 голу за гру першості, але у травні 2010 року був змушений покинути команду через конфлікт із головним тренером Антоніо Заго. Після цього грав також на правах оренди за інші бразильські клуби «Крузейру» та «Баїя», а також мексиканську «Пуеблу». 
З літа 2011 року, покинувши Мексику у статусі вільного агента, Роберт пограв за ряд бразильських команд, а також кілька разів відправлявся закордон, граючи за південнокорейський «Чеджу Юнайтед», «мексиканську «Некаксу» та мальтійський «Гзіра Юнайтед».
Завершив професійну ігрову кар'єру у клубі «Оесте», за який виступав протягом 2017 року.

## Виступи за збірні
У 2001 році в складі молодіжної збірної Бразилії взяв участь в молодіжному чемпіонаті світу в Аргентині, де забив п'ять голів і дійшов з командою до чвертьфіналу. А наступного року з цією ж командою став переможцем товариського Турніру в Тулоні

## Досягнення
- Чемпіон Нідерландів: 2005
- Володар Кубка Нідерландів: 2005